# ГЕС Озат
ГЕС Озат (фр. Auzat) — гідроелектростанція на півдні Франції. Входить до каскаду ГЕС у сточищі річки Вікдессос (ліва притока Ар'єж, яка, своєю чергою, є правою притокою Гаронни), що дренує північний схил Піренеїв. Розташована між ГЕС l'Artigue (використовує ресурс із Mounicou, правої притоки Вікдессос) та ГЕС Sabart (на самій Вікдессос).
Забір води для подачі на станцію Озат здійснюється із Вікдессос дещо вище від впадіння Mounicou. При цьому ресурс з останньої річки, пройшовши через зазначену вище дериваційну ГЕС l'Artigue, потрапляє до Vicdessos перед водозабором для ГЕС Озат.
Від водозабору вода транспортується до машинного залу по дериваційному тунелю, що прямує через гірський масив на лівобережжі річки та на завершальному етапі переходить у два напірні водогони. Машинний зал станції обладнаний турбінами типу Френсіс потужністю по 26 МВт, які при напорі у 404 метри забезпечують виробництво 109 млн кВт·год електроенергії на рік.
Варто відзначити, що станція Озат була споруджена ще на початку 20 століття, у 1906—1909 роках. При цьому для забезпечення будівництва проклали залізницю Тараскон — Озат (закрита у 1932-му). Гідроелектростанція первісно призначалась для обслуговування роботи місцевого алюмінієвого заводу, який після майже століття роботи також закрили у 2003 році⁣, тоді як ГЕС продовжує постачати електроенергію до французької енергосистеми.